# Terorism islamist
Terorismul islamist (numit și terorism islamic) reprezintă atentate teroriste, precum și alte acțiuni în materie de terorism, comise de mișcări care pretind a fi islamiste. Acesta este baza concretă a grupurilor salafist-jihadiste ca al-Qaida și Daesh și, grupuri șiite ca Hezbollah, grupuri afiliate Frăției Musulmane ca Hamas, sau grupuri de talibani, care sunt în aceeași măsură considerate teroriste.
Scopul terorismului islamic este promovarea unei viziuni religioase și radicale asupra lumii, iar organizațiile care îl practică îl văd ca pe o poruncă divină. Cu toate că în definiția sa religioasă, jihadul nu este legat în mod specific de politică sau violență, la începutul secolului al XXI a devenit imediat asociat cu violența politică exerciată în numele său · , unul dintre obiective ale sale fiind de a "constrânge [statele] să se întoarcă la legile lui Dumnezeu și la societatea profetică a islamului original [și] purificarea orânduirii politice actuale."
Organizații precum Al-Qaeda se poziționează în mod clar în contextul islamic și pretind a practica jihadul cu toate că acțiunile lor sunt condamnate de către autoritățile religioase musulmane. ·  Mai multe organizatii islamiste cum ar fi Hamas și Hezbollah în contextul conflictului israeliano-palestinian sau mujahidinii în contextul războiului afgano-sovietic, calificau operațiunile lor ca „rezistență împotriva forțelor de ocupație”.
Atentatele din 11 septembrie 2001 comise de al-Qaida și care au ucis  3000 de persoane sunt evenimente emblematice ale terorismului islamist.